# Atelier Meruru: The Apprentice of Arland
Atelier Meruru: The Apprentice of Arland (Japans: メルルのアトリエ～アーランドの錬金術士3～Meruru no Atorie: Ārando no Renkinjutsushi 3) is een Japanse Role-playing game ontwikkeld door het Japanse bedrijf Gust. Het spel kwam op 23 juni 2011 uit in Japan en 25 mei 2012 in Europa voor de PlayStation 3. Het spel is een Turn-based Role-playing game waarbij de speler en de vijand om de beurt acties mogen uitvoeren.
Atelier Meruru is het 13e deel in de Atelier-serie en een direct vervolg op Atelier Totori: The Adventurer of Arland en tevens ook het laatste spel in de Arland-serie. Een Playstation Vita versie genaamd Atelier Meruru Plus: The Apprentice of Arland werd in Japan uitgebracht op 20 maart 2013 en op 2 oktober 2013 in Europa.
Net als in voorgaande delen staat in dit deel alchemie centraal. De speler moet opdrachten uitvoeren met alchemie, zoals bepaalde items creëren of drankjes maken om verder te komen in het verhaal.

## Ontvangst
| Beoordeeld door | Score                    |
| --------------- | ------------------------ |
| Metacritic      | PS3: 66/100 Vita: 74/100 |